# Asparuch
Chán Asparuch byl prvním vládcem období první bulharské říše (681–1018). Podle byzantských zdrojů byl jedním z pěti synů chána Kuvrata, který na území dnešní Ukrajiny založil stát zvaný Staré Velké Bulharsko.

## Příchod do delty Dunaje
Když se Staré Velké Bulharsko pod nátlakem Chazarů v roce 668 rozpadlo, začal si Asparuch spolu s ostatními bratry hledat místo jinde. S jistotou nemůžeme říct, jestli se Asparuch usídlil někde ještě předtím, než přišel k deltě Dunaje, kde se jeho horda usídlila v jižní Besarábii a severní Dobrudže.
V roce 680 proti nomádům na hranici své říše vytáhl východořímský císař Konstantin IV., ale Asparuchovi Protobulhaři se ubránili a začali postupovat dál na Balkán.

## Příchod na Balkán
Po roce 681 se Asparuch spojil se slovanským obyvatelstvem nazývaným Severi nebo také Sedm slovanských kmenů a začal podnikat výpady do byzantské Thrákie.

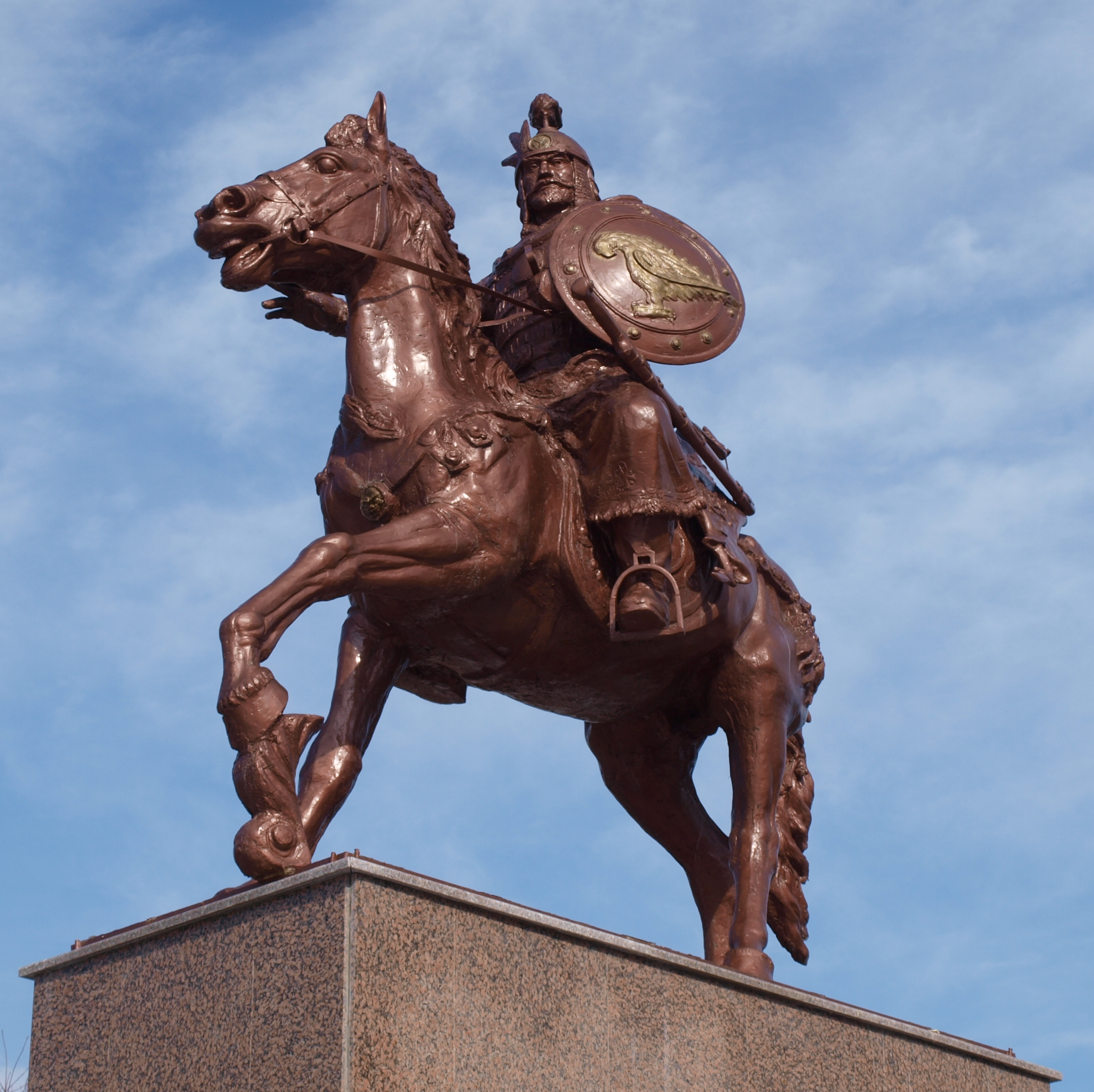
Socha ve městě Strelča byla vytvořena v roce 2011 týmem mongolských sochařů jako symbol přátelství mezi Bulharskem a Mongolskem.

## Vznik bulharského státu
Konstantin IV. se rozhodl uzavřít s Asparuchem dohodu, na základě které Byzantská říše platila každoroční tribut za „ochranu“ (výpalné). To se retrospektivně považuje za uznání bulharského (protobulharsko-slovanského) státu a datum jeho vzniku. Podle pozdější tradice si za hlavní město vybral Plisku v dnešním severovýchodním Bulharsku.
Asparuch ve státě nesl zodpovědnost za zahraničně-politické věci a byl hlavním velitelem armády v dobách válek s Avary, kteří útočili na zem u severozápadní hranice. Co se týkalo bezpečnosti ostatních hraničních přechodů, jižní hranice byla poctivě chráněná jak Slovany, tak i Bulhary v celé její šířce – až k řece Timok. A Trákové, kteří tu před vznikem státu žili, do něj byli připojení.

## Film
Chán Asparuch (bulharský 3dílný seriál z roku 1981) je epický historický příběh zasazený do 7. století, zobrazující cestu Asparucha a jeho lidí na Balkán, kde díky spojenectví se slovanskými kmeny vybojovali území pro svůj nový stát.